# Gálosfa, Somogy
Gálosfa  este un sat în districtul Kaposvár, județul Somogy, Ungaria, având o populație de 256 de locuitori (2011). 

## Demografie
Componența etnică a satului Gálosfa
     Maghiari (92,95%)
     Romi (7,05%)
Componența confesională a satului Gálosfa
     Romano-catolici (74,22%)
     Reformați (1,95%)
     Fără religie (1,56%)
     Necunoscută (22,27%)
Conform recensământului din 2011, satul Gálosfa avea 256 de locuitori. Din punct de vedere etnic, majoritatea locuitorilor (92,95%) erau maghiari, cu o minoritate de romi (7,05%).  Din punct de vedere confesional, majoritatea locuitorilor (74,22%) erau romano-catolici, existând și minorități de reformați (1,95%) și persoane fără religie (1,56%). Pentru 22,27% din locuitori nu este cunoscută apartenența confesională.